# Gargoyle Ridge
Gargoyle Ridge är en bergstopp i Antarktis. Den ligger i Östantarktis. Australien gör anspråk på området. Toppen på Gargoyle Ridge är 1 835 meter över havet, eller 20 meter över den omgivande terrängen. Bredden vid basen är 0,63 km.
Terrängen runt Gargoyle Ridge är huvudsakligen kuperad, men den allra närmaste omgivningen är bergig. Trakten är obefolkad. Det finns inga samhällen i närheten. 